# Сент-Обен (Эна)
Сент-Обе́н (фр. Saint-Aubin) — коммуна во Франции, находится в регионе Пикардия. Департамент коммуны — Эна. Входит в состав кантона Вик-сюр-Эн. Округ коммуны — Лан.
Код INSEE коммуны — 02671.

## Население
Население коммуны на 2010 год составляло 322 человека.
| 1962 | 1968 | 1975 | 1982 | 1990 | 1999 | 2010 |
| ---- | ---- | ---- | ---- | ---- | ---- | ---- |
| 310  | 270  | 248  | 251  | 239  | 273  | 322  |

## Экономика
В 2010 году среди 199 человек трудоспособного возраста (15—64 лет) 123 были экономически активными, 76 — неактивными (показатель активности — 61,8 %, в 1999 году было 57,8 %). Из 123 активных жителей работали 103 человека (63 мужчины и 40 женщин), безработных было 20 (8 мужчин и 12 женщин). Среди 76 неактивных 22 человека были учениками или студентами, 20 — пенсионерами, 34 были неактивными по другим причинам.